# Nicolás de Bobadilla

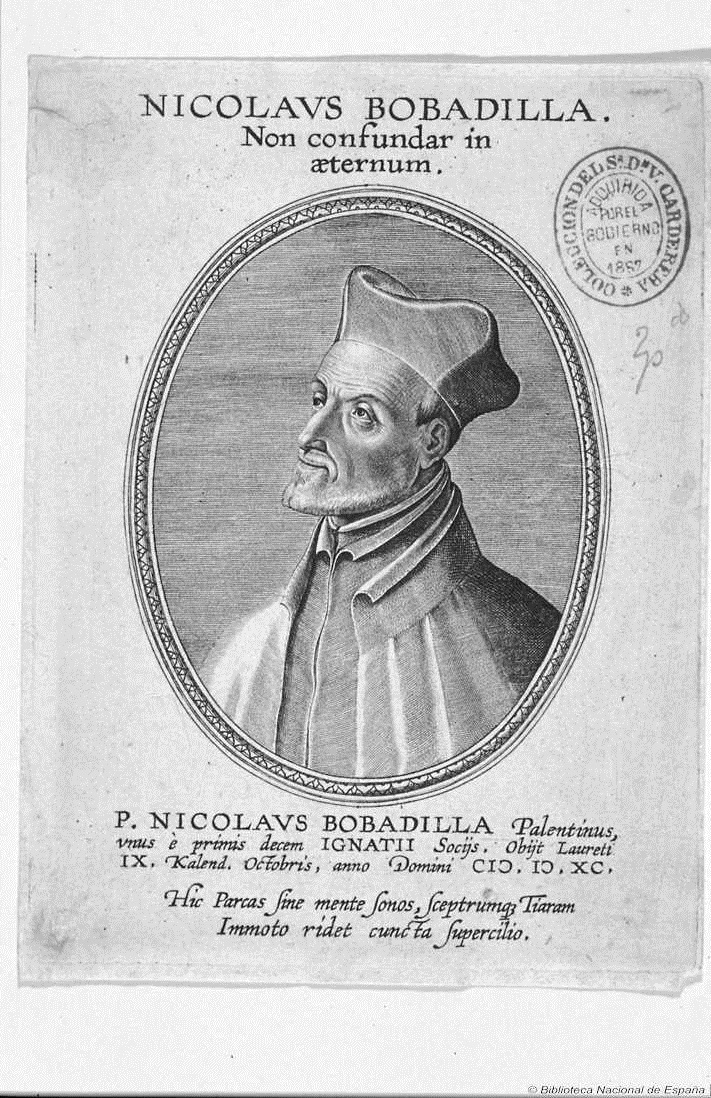
Retrato de Nicolás de Bobadilla, grabado de Philippe Galle incluido en Praepositorium generalium imagines... Ad vivum deliniatae et in aes incisae a Philippo Gallaeo Antuerpiae, 1557, Madrid, Biblioteca Nacional de España, Iconografía Hispana, 1191-1.

Alfonso Nicolás Pérez, conocido como Nicolás de Bobadilla (Bobadilla del Camino, Palencia, c. 1509-Loreto, 23 de septiembre de 1590), fue uno de los primeros jesuitas españoles, compañero de Ignacio de Loyola.
Con once años comenzó sus estudios de Retórica y Lógica en la Universidad de Valladolid. Pasó luego a estudiar Artes y Filosofía en la Universidad de Alcalá donde obtuvo plaza como estudiante pobre en el Colegio de Santa Librada y se graduó de bachiller en 1529. De regreso a Valladolid, ostentó la cátedra de Vísperas en su universidad antes de marchar a París con objeto de proseguir sus estudios de Humanidades. Allí conoció a San Ignacio de Loyola, quien le persuadió de completar los estudios de Teología y le proporcionó plaza de profesor de Filosofía en el Colegio de Calvi, próximo a la Sorbona.
En 1534 formó con Ignacio de Loyola, Francisco Javier, Diego Laínez, Alfonso Salmerón, Simón Rodrigues y Pedro Fabro el núcleo fundacional de la Compañía de Jesús en la capilla de san Dionisio en Montmartre. Tres años después fue ordenado sacerdote en Venecia, a la espera de partir hacia Tierra Santa.

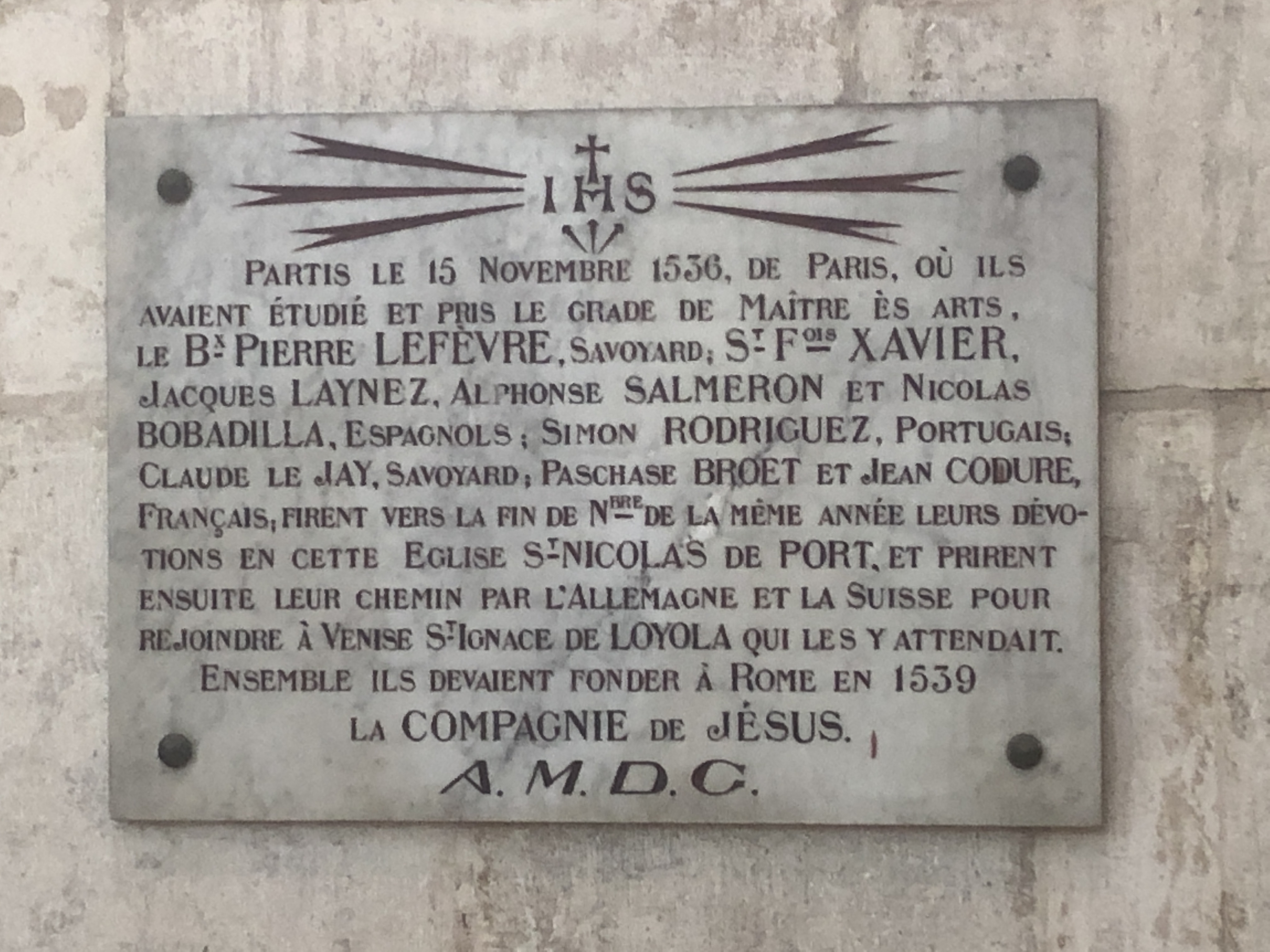
Placa conmemorativa en Saint-Nicolas-de-Port del paso en noviembre de 1536 de los futuros fundadores de la Compañía de Jesús.

Abandonado este propósito, inmediatamente puso sus dotes de predicador en defensa de la Iglesia y en la lucha contra el protestantismo. De 1542 a 1548 recorrió Alemania y asistió a las dietas imperiales de Espira, Worms, Ratisbona y Augsburgo. Por su decidida oposición al Interim de Augsburgo, más allá de lo deseado por Ignacio de Loyola, salió desterrado de Alemania por orden del emperador Carlos V. Predicó luego por la Italia meridional y Dalmacia (1559 a 1561). En Sicilia fundó la casa profesa de Palermo.
Según su propia autobiografía, sus continuos desplazamientos los hizo siempre a pie hasta que el cuerpo se lo permitió, cumplidos ya los setenta años, siendo de los primeros compañeros el que más años vivió.
De carácter fuerte y orgulloso, tuvo roces con sus primeros compañeros y con sus superiores, quienes lo tacharon de extravagante y rudo. Opuesto al modo autoritario de gobernar la Orden impuesto por Ignacio, a quien en alguna ocasión llamó «tirano», mostró su disconformidad con las Constituciones, que juzgó prolijas y de imposible cumplimiento, y deseó que hubiese en la Compañía menos organización y más libertad. Especialmente virulento fue su enfrentamiento con Jerónimo Nadal, quien por encargo de Ignacio de Loyola, que lo había nombrado su vicario, se encargó de la promulgación de las Constituciones en Nápoles, donde residía Bobadilla y, a la muerte de Ignacio, asumió la defensa de la elección de Diego Laínez como Prepósito general frente a la pretensión de Bobadilla de repartir el poder entre los que él llamaba «fundadores», alegando que las Constituciones aún no habían sido aprobadas en Congregación general. El enfrentamiento entre Bobadilla y Laínez dio pie a la intervención del papa Paulo IV y a la introducción de rectificaciones en las Constituciones que alteraban sustancialmente el carácter de la Compañía, con la imposición de la obligación de asistir al coro o la limitación a tres años del mandato del prepósito general, cuya elección dejaba así de ser vitalicia, aunque esos cambios lo fuesen por poco tiempo, pues no se tardó en volver al espíritu original de la norma.
Sus restos descansan en la iglesia de San Vito en Recanati.